# 克萊鎮區 (密蘇里州克拉克縣)
克萊鎮區（英語：Clay Township）是位於美國密蘇里州克拉克縣的一個行政鎮區。

## 地方資料
克萊鎮區的面積為139.96平方千米，當中陸地面積為138.76平方千米，而水域面積為1.20平方千米。根據2020年美國人口普查的數據，當地共有人口248人，而人口密度為每平方千米1.77人。